# グラン・パラディーゾ
グラン・パラディーゾ(Gran Paradiso)は、イタリアのヴァッレ・ダオスタ州にあるグライエ・アルプスの最高峰である。頂上はフランスとの国境に近いが、イタリア領内にある。

## 登山
通常の登山道は「Chabod避難所」または「Vittorio Emanuele避難所」から始まる。
最高点(4,061m)への到達は1860年9月4日に J.J Cowell, W. Dundas, J. Payot e J. Tairrazによってなされた。今日ではそれは最後の60mを除いて簡単な登山だったと考えられている。
前者は1966年に登山家「Federico Chabod」に捧げられ、後者はイタリア王ヴィットーリオ・エマヌエーレ2世から名付けられている。今日のグラン・パラディーゾ国立公園、1856年に王専用のグラン・パラディーゾ狩猟場としてこのあたりが整備されたためである。

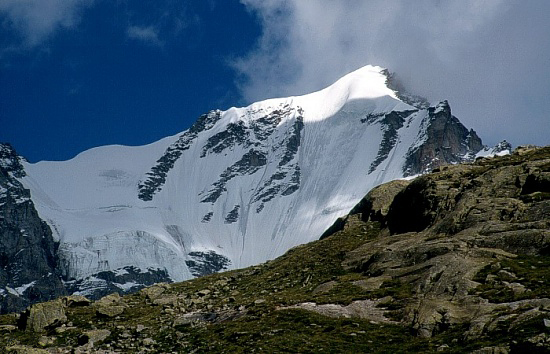
北西から見たグラン・パラディーゾの頂上

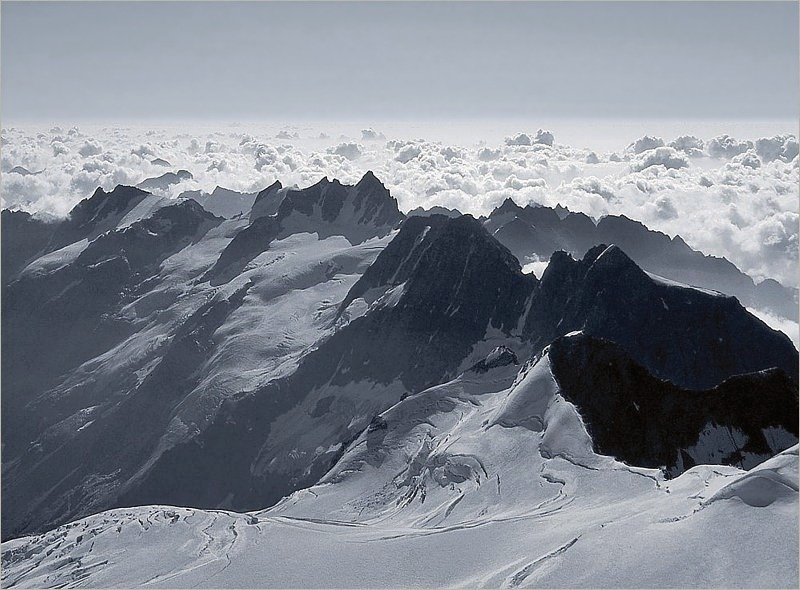
グラン・パラディーゾからの眺望